# Плавання (монета)
«Пла́вання» — пам'ятна монета номіналом 2 гривні, випущена Національним банком України, присвячена XXVIII Іграм Олімпіади, що відбувалися у 2004 році в Афінах (Греція).
Монету введено в обіг 27 червня 2002 року. Вона належить до серії «Спорт».

## Опис монети та характеристики
| Номінал грн. | Метал      | Маса, г | Діаметр, мм | Якість виготовлення | Гурт     | Тираж, штук |
| ------------ | ---------- | ------- | ----------- | ------------------- | -------- | ----------- |
| 2            | нейзильбер | 12,8    | 31,0        | звичайна            | рифлений | 30 000      |

### Аверс
На аверсі монети у квадраті зображено алегоричну сцену відкриття Олімпійських ігор: дві жіночі постаті в туніках тримають у руках чашу з вогнем та лаврові гілки — символ миру. Навколо квадрата зображено малий Державний Герб України та написи: «УКРАЇНА» (угорі), «2 ГРИВНІ» (унизу), «20 — 02» (зазначається дві цифри року ліворуч, дві — праворуч).

### Реверс

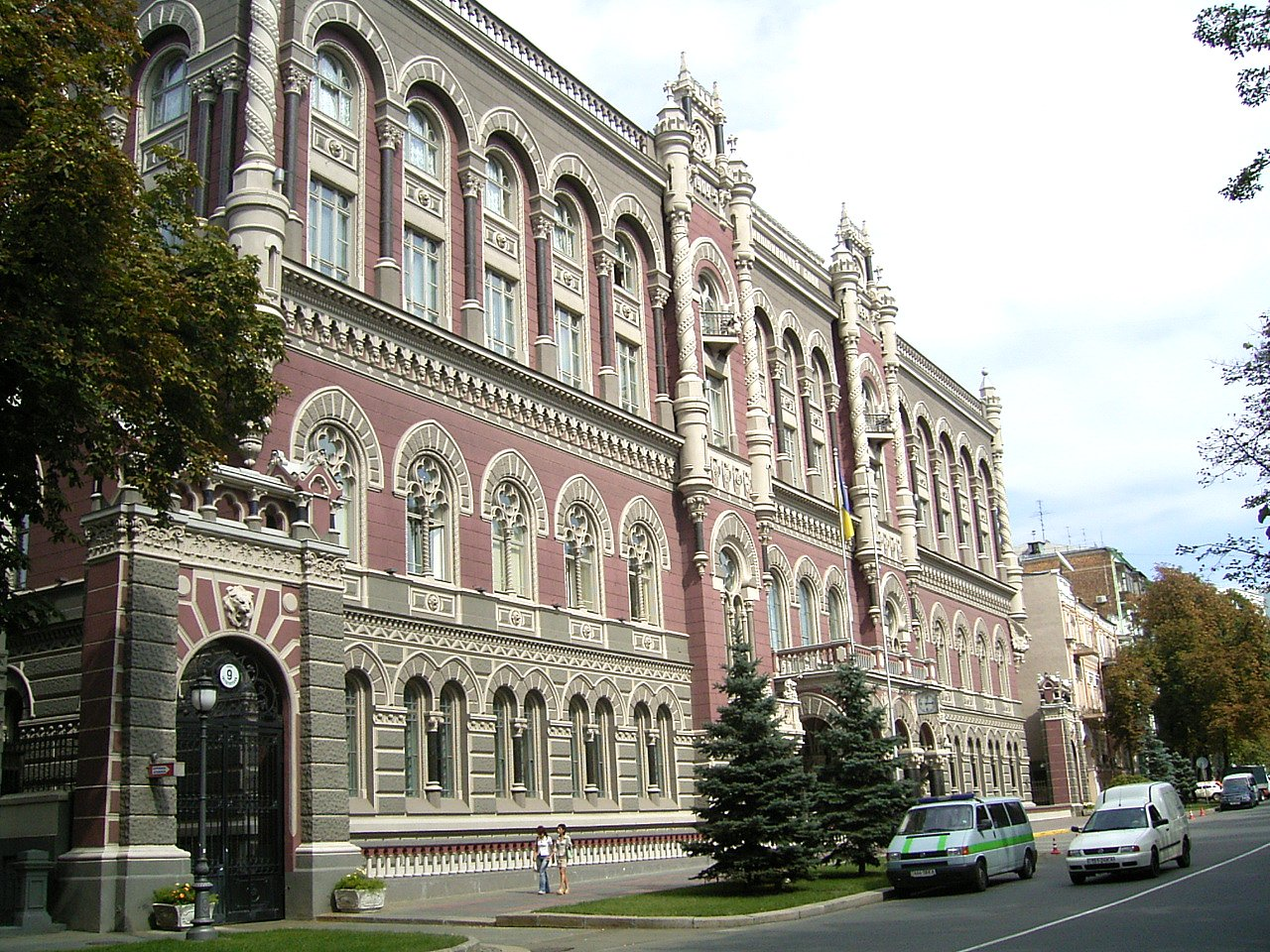
Будівля Національного банку України

На реверсі монети у квадраті розміщено фронтальне зображення плавця на тлі води. Навколо квадрата такі написи: «ІГРИ/ XXVIII ОЛІМПІАДИ» (угорі), «OLYMPIC GAMES, XXVIII» (унизу), «АФІНИ 2004» (зліва), «ATHENS 2004» (справа).

## Автори
- Художники: Козаченко Віталій, Таран Володимир, Харук Олександр, Харук Сергій.
- Скульптори: Дем'яненко Володимир, Чайковський Роман.

## Вартість монети
Під час введення монети в обіг у 2002 році, Національний банк України реалізовував монету через свої філії за ціною 2 гривні.
Фактична приблизна вартість монети, з роками змінювалася так:
| Рік        | 2010 | 2011 | 2012 | 2013 | 2014 | 2015 | 2016 | 2017 | 2018 | 2019 | 2020 | 2021 | 2022 | 2023 | 2024  | 2025  |
| ---------- | ---- | ---- | ---- | ---- | ---- | ---- | ---- | ---- | ---- | ---- | ---- | ---- | ---- | ---- | ----- | ----- |
| Ціна, грн. | 45   | 75   | 90   | 100  | 150  | 330  | 340  | 340  | 380  | 350  | 350  | 350  | 380  | 540  | 1 200 | 1 080 |